# Meeting Herculis 2016
Navigation
Édition précédente Édition suivante
Le Meeting Herculis 2016 est la 29e édition du Meeting Herculis qui a lieu le 15 juillet 2016 au Stade Louis-II de Monaco. Il constitue la neuvième étape de la Ligue de diamant 2016.

## Faits marquants

### Hommage aux victimes des attentats de Nice
Une minute de silence a été respectée en mémoire des blessés et aux 84 personnes tuées lors de l'Attentat du 14 juillet 2016 à Nice, jour de la Fête nationale française. Par ailleurs, tous les athlètes et officiels portent un ruban noir en signe de respect.

### La compétition
L'Italien Gianmarco Tamberi remporte le concours du saut en hauteur avec un saut à 2,39 m, nouveau record d'Italie mais se blesse sérieusement lors de son essai à 2,41 m et sort sur civière. Il manquera les Jeux olympiques de Rio, ayant une blessure à la cheville, alors qu'il postulait comme favori pour le titre.
Le Syrien Majd Eddine Ghazal, se classe 3e de ce concours de la hauteur (2,34 m) et écrit l'histoire de son pays en devenant le 1er sportif à intégrer un podium de grand meeting de l'Association internationale des fédérations d'athlétisme.

## Résultats

### Hommes
| Rang | Athlète             | Temps        | Points |
| ---- | ------------------- | ------------ | ------ |
| 1    | Alonso Edward       | 20 s 10      | 10     |
| 2    | Christophe Lemaitre | 20 s 24 (SB) | 6      |
| 3    | Churandy Martina    | 20 s 29      | 4      |
| 4    | Nery Brenes         | 20 s 33 (NR) | 3      |
| 5    | Shota Iizuka        | 20 s 39      | 2      |
| 6    | Julian Forte        | 20 s 40      | 1      |

| Rang | Athlète           | Temps        | Points |
| ---- | ----------------- | ------------ | ------ |
| 1    | Wayde van Niekerk | 44 s 12      | 10     |
| 2    | Machel Cedenio    | 44 s 34 (PB) | 6      |
| 3    | Bralon Taplin     | 44 s 38 (PB) | 4      |
| 4    | Tony McQuay       | 44 s 79      | 3      |
| 5    | Isaac Makwala     | 44 s 90      | 2      |
| 6    | Pavel Maslák      | 45 s 13      | 1      |

| Rang | Athlète           | Temps              | Points |
| ---- | ----------------- | ------------------ | ------ |
| 1    | Ronald Kwemoi     | 3 min 30 s 49 (PB) | 10     |
| 2    | Elijah Manangoi   | 3 min 31 s 19 (SB) | 6      |
| 3    | Taoufik Makhloufi | 3 min 31 s 35 (SB) | 4      |
| 4    | Abdelaati Iguider | 3 min 31 s 54 (SB) | 3      |
| 5    | Mohamed Farah     | 3 min 31 s 74 (SB) | 2      |
| 6    | Asbel Kiprop      | 3 min 32 s 03      | 1      |

| Rang | Athlète                 | Temps           | Points |
| ---- | ----------------------- | --------------- | ------ |
| 1    | Orlando Ortega          | 13 s 04 (NR,SB) | 10     |
| 2    | Dimitri Bascou          | 13 s 12 (PB)    | 6      |
| 3    | Pascal Martinot-Lagarde | 13 s 17 (SB)    | 4      |
| 4    | Wilhem Belocian         | 13 s 42         | 3      |
| 5    | Balázs Baji             | 13 s 45         | 2      |
| 6    | Damian Czykier          | 13 s 64         | 1      |

| Rang | Athlète             | Temps              | Points |
| ---- | ------------------- | ------------------ | ------ |
| 1    | Conseslus Kipruto   | 8 min 8 s 11       | 10     |
| 2    | Paul Kipsiele Koech | 8 min 8 s 32 (SB)  | 6      |
| 3    | Barnabas Kipyego    | 8 min 9 s 13 (PB)  | 4      |
| 4    | Soufiane El Bakkali | 8 min 14 s 41 (PB) | 3      |
| 5    | Abraham Kibiwott    | 8 min 14 s 84      | 2      |
| 6    | Andy Bayer          | 8 min 17 s 39 (PB) | 1      |

| Rang | Athlète            | Marque       | Points |
| ---- | ------------------ | ------------ | ------ |
| 1    | Gianmarco Tamberi  | 2,39 m (NR)  | 10     |
| 2    | Bohdan Bondarenko  | 2,37 m (SB)  | 6      |
| 3    | Majd Eddine Ghazal | 2,34 m       | 4      |
| 4    | Mutaz Essa Barshim | 2,31 m       | 3      |
| 4    | Robbie Grabarz     | 2,31 m (SB)  | 3      |
| 6    | Donald Thomas      | 2,31 m (=SB) | 1      |

| Rang | Athlète          | Marque      | Points |
| ---- | ---------------- | ----------- | ------ |
| 1    | Damar Forbes     | 8,23 m (SB) | 10     |
| 2    | Fabrice Lapierre | 8,21 m      | 6      |
| 3    | Gao Xinglong     | 8,00 m      | 4      |
| 4    | Rushwal Samaai   | 7,93 m      | 3      |
| 5    | Mike Hartfield   | 7,93 m      | 2      |
| 6    | Huang Changzhou  | 7,79 m      | 1      |

| Rang | Athlète           | Marque  | Points |
| ---- | ----------------- | ------- | ------ |
| 1    | Piotr Małachowski | 65,57 m | 10     |
| 2    | Daniel Ståhl      | 62,87 m | 6      |
| 3    | Mauricio Ortega   | 62,27 m | 4      |
| 4    | Zoltán Kővágó     | 61,67 m | 3      |
| 5    | Gerd Kanter       | 61,60 m | 2      |
| 6    | David Wrobel      | 60,33 m | 1      |

### Femmes
| Rang | Athlète                 | Temps   | Points |
| ---- | ----------------------- | ------- | ------ |
| 1    | Dafne Schippers         | 10 s 94 | 10     |
| 2    | Veronica Campbell-Brown | 11 s 12 | 6      |
| 3    | Carina Horn             | 11 s 14 | 4      |
| 4    | Morolake Akinosun       | 11 s 18 | 3      |
| 5    | Tianna Bartoletta       | 11 s 21 | 2      |
| 6    | Desiree Henry           | 11 s 21 | 1      |

| Rang | Athlète            | Temps                 | Points |
| ---- | ------------------ | --------------------- | ------ |
| 1    | Caster Semenya     | 1 min 55 s 33 (WL,NR) | 10     |
| 2    | Francine Niyonsaba | 1 min 56 s 24 (NR)    | 6      |
| 3    | Eunice Sum         | 1 min 57 s 47 (SB)    | 4      |
| 4    | Molly Ludlow       | 1 min 57 s 68 (PB)    | 3      |
| 5    | Lynsey Sharp       | 1 min 57 s 75 (SB)    | 2      |
| 6    | Angelika Cichocka  | 1 min 58 s 97 (PB)    | 1      |

| Rang | Athlète                   | Temps              | Points |
| ---- | ------------------------- | ------------------ | ------ |
| 1    | Hellen Obiri              | 8 min 24 s 27 (SB) | 10     |
| 2    | Mercy Cherono             | 8 min 27 s 25      | 6      |
| 3    | Janet Kisa                | 8 min 28 s 33 (PB) | 4      |
| 4    | Karoline Bjerkeli Grøvdal | 8 min 39 s 47 (PB) | 3      |
| 5    | Stephanie Twell           | 8 min 40 s 98 (PB) | 2      |
| 6    | Nicole Sifuentes          | 8 min 46 s 25 (PB) | 1      |

| Rang | Athlète             | Temps        | Points |
| ---- | ------------------- | ------------ | ------ |
| 1    | Eilidh Doyle        | 54 s 09 (PB) | 10     |
| 2    | Cassandra Tate      | 54 s 63      | 6      |
| 3    | Sara Slott Petersen | 54 s 81 (SB) | 4      |
| 4    | Wenda Nel           | 54 s 93      | 3      |
| 5    | Lea Sprunger        | 55 s 42      | 2      |
| 6    | Shamier Little      | 55 s 73      | 1      |

| Rang | Athlète             | Marque      | Points |
| ---- | ------------------- | ----------- | ------ |
| 1    | Ekateríni Stefanídi | 4,81 m      | 10     |
| 2    | Yarisley Silva      | 4,71 m      | 6      |
| 3    | Fabiana Murer       | 4,65 m      | 4      |
| 4    | Holly Bradshaw      | 4,65 m (SB) | 3      |
| 5    | Eliza McCartney     | 4,55 m      | 2      |
| 6    | Li Ling             | 4,40 m      | 1      |

| Rang | Athlète           | Marque  | Points |
| ---- | ----------------- | ------- | ------ |
| 1    | Caterine Ibargüen | 14,96 m | 10     |
| 2    | Yulimar Rojas     | 14,64 m | 6      |
| 3    | Kimberly Williams | 14,47 m | 4      |
| 4    | Patrícia Mamona   | 14,24 m | 3      |
| 5    | Olha Saladukha    | 14,03 m | 2      |
| 6    | Olga Rypakova     | 13,97 m | 1      |

| Rang | Athlète             | Marque       | Points |
| ---- | ------------------- | ------------ | ------ |
| 1    | Valerie Adams       | 20,05 m (SB) | 10     |
| 2    | Christina Schwanitz | 19,81 m      | 6      |
| 3    | Michelle Carter     | 19,58 m      | 4      |
| 4    | Tia Brooks          | 19,13 m      | 3      |
| 5    | Anita Márton        | 18,36 m      | 2      |
| 6    | Cleopatra Borel     | 17,79 m      | 1      |

| Rang | Athlète              | Marque  | Points |
| ---- | -------------------- | ------- | ------ |
| 1    | Tatsiana Khaladovich | 65,62 m | 10     |
| 2    | Kathryn Mitchell     | 63,80 m | 6      |
| 3    | Barbora Špotáková    | 63,34 m | 4      |
| 4    | Madara Palameika     | 62,79 m | 3      |
| 5    | Sunette Viljoen      | 60,17 m | 2      |
| 6    | Sara Kolak           | 59,97 m | 1      |

## Légende
Records et Performances
- AR : Record continental (area record)
- CR : Record des championnats (championship record)
- MR : Record du meeting (meet record)
- NR : Record national (national record)
- OR : Record olympique (olympic record)
- PR : Record paralympique (paralympic record)
- PB : Record personnel (personal best)
- SB : Meilleure performance personnelle de la saison (season's best)
- WL : Meilleure performance mondiale de l'année (world leader)
- WJR : Record du monde junior (world junior record)
- WR : Record du monde (world record)

Circonstances et Conditions
- DNF : N'a pas terminé (did not finish)
- DNS : N'a pas pris le départ (did not start)
- DQ : Disqualification (disqualification)
- NM : Aucun essai valable enregistré (No Mark)
- Q : Qualifié « directement » au prochain tour (ou à la prochaine compétition), lors d'une compétition majeure, grâce au classement ou à la réalisation des minima (automatic qualifier)
- q : Qualifié au prochain tour (ou à la prochaine compétition), lors d'une compétition majeure, grâce au repêchage ou à la réalisation de l'une des meilleures performances parmi celles des « non qualifiés directement » (grâce au meilleur temps ou à la meilleure distance par exemple) (secondary qualifier)